# Nano Nagle
Honora Nagle také známá jako Nano (řeholním jménem: Marie od svatého Jana z Boha; 1718 Killavullen – 26. dubna 1784 Cork) byla irská řeholnice a zakladatelka kongregace Sester od Uvedení Panny Marie.

## Život
Narodila se roku 1718 v Ballygriffinu (Killavullen) v hrabství Cork jako dcera Garretta a Ann roz. Matthews. Byla nejstarší ze šesti nebo sedmi dětí.
Předpokládá se, že navštěvovala školu v Killavullen. Zákon o vzdělávání z roku 1695 zakázal katolické učitele v Irsku a zároveň zakázal cestování do zahraničí za účelem katolického vzdělávání. Její příbuzní se silnými konexemi ve Francii zařídili, aby Nano a její sestra Ann odcestovaly do Paříže, pravděpodobně propašované na nákladní lodi. Po dokončení školy si užívala společenský život Paříže. Po jednom z večírků si všimla skupiny uboze vypadajících lidí, choulících se ve dveřích kostela, což ji velice zasáhlo.
Po smrti jejího otce v roce 1746 se Nano a Ann přestěhovaly k matce do Dublinu. Zde byla svědkem chudoby. Jejich matka krátce poté zemřela a Nano se vrátila do Paříže s úmyslem vstoupit do kláštera voršilek, ale jeden řeholník jí poradil, aby místo toho pomáhala chudým ve své vlastní zemi. Vrátila se do Corku, kde žil její bratr Joseph. Roku 1754 založila svou první školu pro chudé v Cove Lane, což bylo v rozporu se zákonem. Školu držela v tajnosti i před svým bratrem. Její tajemství odhalil, když chudý muž přišel s prosbou, aby přijala jeho dítě do školy. Její bratr se na ni zpočátku velmi zlobil kvůli rizikům, která s tím souvisela, ale později ji podpořil.
Zpočátku sama a později s podporou své rodiny, zejména svého strýce Josepha Naglea, který využíval protestantismus k zachování rodinného bohatství, založila v Corku síť katolických škol. Během několika let otevřela sedm škol, pět pro dívky a dvě pro chlapce. Ty žákům poskytovaly základní vzdělání a náboženskou výuku. Po vyučování začala navštěvovat nemocné a staré lidi.
S rostoucí pracovní zátěží si uvědomila, že bude s prací potřebovat pomoc. Roku 1767 pobývala u sester voršilek v Paříži, kde navštívila svou sestřenici Margaret Butlerovou, která složila řeholní sliby v předchozím roce. Roku 1771 sponzorovala první klášter voršilek v Irsku. Sestry však nemohly vzdělávat chudé, jelikož se jednalo o klauzurní sestry. Na Štědrý den roku 1775 založila v Corku Společnost charitativní výuky Nejsvětějšího Srdce Ježíšova, která byla přeměněna na kongregaci Sester od Uvedení Panny Marie. Dne 29. června 1776 složila řeholní sliby a přijala řeholní jméno Marie od svatého Jana z Boha.
Zemřela 26. dubna 1784 v Corku.

## Proces svatořečení
Proces byl zahájen 14. října 1985 v diecézi Cork and Ross. Dne 31. října 2013 uznal papež František její hrdinské ctnosti.